# Kostel svatého Jana Křtitele (Jedlí)
Kostel svatého Jana Křtitele v Jedlí je pozdně barokní stavba z let 1782–1786.

## Historie
Současný kostel byl vystavěn v letech 1782–1786 na místě staršího, připomínaného poprvé v roce 1411. Původní kostel byl dřevěný a stál na místě současného hřbitova, za třicetileté války vyhořel a byl obnoven v roce 1647. V roce 1669 byl v obci ustavena administrátor, roku 1776 katolická lokálie, povýšená na farnost v roce 1843.
V roce 1912 byly pořízeny věžní hodiny a v r. 1932 dvoumanuálové varhany od Jana Tučka z Kutné Hory.
V roce 2012 byla provedena kompletní rekonstrukce interiéru kostela: vysušení zdiva, položení nové podlahy, instalace vytápění a nového osvětlení, výmalba. V dalších letech byl restaurován oltářní obraz sv. Jana Křtitele z roku 1867 a boční oltáře. 

## Popis kostela

### Exteriér
Kostel je postaven na severním okraji obce nad hřbitovem. V blízkosti hlavního vstupu stojí kamenný kříž.
Orientovaná podélná jednolodní sálová stavba, půdorys obdélný se zaoblenými rohy, na východě čtyřboká sakristie, na západě hranolovitá věž. Fasády jsou pokryté novodobou tvrdou omítkou, prolomené okny se segmentovými záklenky. V západním průčelí je představěna nízká předsíň, za vstupními dveřmi je schodiště do podvěží a hlavní lodi. Loď kostela má délku 33 metrů a výška i šířka lodi je 11 metrů. Věž je vysoká 70 metrů , zakončená cibulí s lucernou, makovicí a dvojitým křížem. Ze tří stran jsou ve věži prolomena okna, v jejichž záklencích jsou instalovány ciferníky hodin. Střecha kostela je sedlová, nad presbytářem zvalbená.

### Interiér
V sále jsou pruské klenby na pasech nesených přízedními pilíři, završenými úseky římsového kladí. V západní části sálu hudební kruchta, podklenutá plackami a nesená hranolovitými pilíři.

### Zařízení
Oltář je dvoudílný, klasicistní, z doby vzniku stavby se zděným retabulem, v něm štukové reliéfy sv. Zachariáše a Alžběty. Ostatní výzdoba je novodobá. Zvon ve věži, s reliéfem sv. Trojice, ornamenty a nápisem, ulil Leopold František Stanke v Olomouci v roce 1839. Součástí výzdoby interiéru jsou práce sochařů a řezbářů Ignáce Tomáška a Františka Floriána Tomáška z Jedlí z druhé poloviny 18. století.